# Henschel Typ Thüringen
Die normalspurigen Tenderlokomotiven vom Henschel Typ Thüringen waren Dampflokomotiven für den Rangier- und Werkbahnbetrieb und wurden von Henschel in der Zeit von 1908 bis 1936 für verschiedene Werkbahnen gebaut. Es sind 20 Lokomotiven bekannt.
Die Lokomotiven wurden bis 1976 eingesetzt. Zwei Lokomotiven sind erhalten geblieben. Eine Lokomotive ist beim Verein Verkehrsamateure und Museumsbahn in Schönberger Strand, die andere als 89 6311 beim Bahnbetriebswerk Arnstadt.

## Geschichte und Einsatz

### Vorkriegsgeschichte
Die Lokomotiven waren eine Weiterentwicklung der preußischen T 3 und wurden von Henschel speziell für den Betrieb von Werkbahnen entwickelt. Äußerlich ähneln sie der T3, unterschieden sie sich jedoch durch die Heusinger-Steuerung.
Die Lokomotive mit der Betriebsnummer 89 6234 der Deutschen Reichsbahn wird als Henschel Typ Thüringen, nach anderer Quelle jedoch als Henschel Typ Bismarck bezeichnet.

### Bergbaugesellschaft Teutonia AG
Die Lokomotive mit der Fabriknummer Henschel 18038 wurde 1920 gebaut und war die ersten zehn Jahre bei einer Kaligrube der Bergbaugesellschaft Teutonia bei Wustrow eingesetzt. Ende der 1920er Jahre wurde sie zum Kaliwerk Ronnenberg versetzt, hier blieb die Lokomotive bis zu ihrer Außerdienststellung 1975. Die Lokomotive ist erhalten geblieben und befindet sich beim Verein Verkehrsamateure und Museumsbahn in Schönberger Strand.

### Lignose Sprengstoffwerke
Die Lokomotive mit der Fabriknummer 23061 wurde 1936 gebaut und an die Lignose Sprengstoffwerke Bad Salzelmen geliefert. Eingesetzt wurde sie im Werk in Schönebeck. Ende der 1940er Jahre wurde sie von der Deutschen Reichsbahn übernommen und gelangte als Werklok 2 zum Reichsbahnausbesserungswerk Engelsdorf. 1965 wurde sie an die Sächsischen Binnenhäfen Oberelbe in Torgau abgegeben und war dort bis 1976 im Dienst. 1979 wurde sie als Traditionslokomotive vom Deutschen Modelleisenbahn-Verband der DDR übernommen und erhielt die Bezeichnung 89 6311. Die Lokomotive war in Erfurt beheimatet. Seit 1992 ist sie im Bahnbetriebswerk Arnstadt beheimatet.

### Solvay-Werke
Die Lokomotive wurde 1913 mit der Fabriknummer 12307 gebaut und kam zur Feldbahn des Sodawerkes Bernburg. Als die Lokomotive Ende der 1940er Jahre von der Deutschen Reichsbahn übernommen wurde, trug sie die Bezeichnung 89 0001. Woher diese Bezeichnung kam, ist nicht bekannt. Sie erhielt die neue Betriebsnummer 89 6034 und das Gattungszeichen Gt 33.12.
Eingesetzt wurde die Lokomotive bis 1957 in Frankfurt (Oder), danach bis zu ihrer Ausmusterung im Gebiet der ehemaligen Oderbruchbahn. Sie war in Wriezen beheimatet. zur Vergrößerung ihres Aktionsradiusses erhielt sie einen Schlepptender einer preußischen G 7. Die Lokomotive wurde 1966 abgestellt und 1967 ausgemustert. Die Verschrottung folgte 1968.

### Osthavelländische Kreisbahnen
Die 1914 gebaute Lokomotive 1914 trug die Fabriknummer 12900. Sie soll zuerst bei der Osthavelländischen Kreisbahnen (OHKB) im Einsatz gewesen sein und dort die Nummer 6 getragen haben, was nicht gesichert ist. Sie war etwas größer und schwerer als das Exemplar der Solvay-Werke. Bei der Übernahme durch die Deutsche Reichsbahn erhielt sie die Betriebsnummer 89 6305 und das Gattungszeichen Gt 33.12.
Zuerst war sie in Ketzin und nach 1953 in Frankfurt (Oder) beheimatet. 1957 wurde sie an ein Zementwerk in Fürstenberg verkauft. Daten der Ausmusterung oder eines Verkaufs sind nicht bekannt.

### Kleinbahn Winsen–Evendorf–Hützel
Die Lokomotive mit der Fabriknummer 11374 wurde 1912 gebaut und lief auf der Kleinbahn Winsen–Evendorf–Hützel mit der Nummer 7. Sie wurde 1944 von den Osthannoverschen Eisenbahnen übernommen und erhielt die Betriebsnummer 89 154. Sie war bis 1963 im Einsatz und wurde 1964 verschrottet.

### Eschweiler Bergwerks-Verein
Die Lokomotive mit der Fabriknummer 12260 wurde 1913 an den Eschweiler Bergwerks-Verein verkauft und dort bis 1972 eingesetzt. Im gleichen Jahr wurde sie verschrottet.

### Wittlager Kreisbahn
1918 wurde diese Lokomotive mit der Fabriknummer 16381 zunächst an eine Berliner Firma und ein Jahr später an die Bad Eilsener Kleinbahn verkauft, wo sie die Bezeichnung BEK 2 trug. Bereits 1926 benötigte die Gesellschaft die Lok nicht mehr, und sie kam an die Wittlager Kreisbahn mit der Bezeichnung WittlageII. Mit dieser Lok konnten die nun länger werdenden Güterzüge bespannt werden. Im Jahr 1943 war die Lok in den Unfall mit dem WKB T1 verwickelt, konnte jedoch wieder aufgearbeitet werden. 1949 kam die Lok zu der Piesbergbahn und wurde dort 1962 ausgemustert.

## Konstruktion
Die Lokomotiven vom Typ Thüringen waren als Weiterentwicklung der preußischen T 3 ähnlich dieser Lokomotive, unterschieden sich jedoch in konstruktiven Details. Wesentliche Unterscheidungsmerkmale waren der geringere Raddurchmesser und der geringfügig größere Achsstand als beim Typ Bismarck. Sie hatten bis auf wenige Ausnahmen Flachschieber.
Der Rahmen der Lok war als Blechrahmen ausgeführt, die Wasservorräte waren in seitlichen Kästen gebunkert. Die Radsätze waren asymmetrisch mit einem Gesamtradstand von 3.000 mm ausgeführt, der zweite Radsatz wurde angetrieben. Zur Umsteuerung der Heusinger-Steuerung diente ein Steuerhebel.
Die 89 6034 mit Schlepptender erhielt im Rahmen einen hinteren Kuppelkasten.
Der Kessel lag frei über dem Blechrahmen. Er bestand aus zwei Schüssen, der vordere Langkesselschuss trug den Dampfdom mit einem Flachschieberregler, der hintere Schuss trug den Sandkasten. Die Rauchkammer hatte den gleichen Durchmesser wie der Langkessel und trug einen langen, konischen Schornstein. Der Stehkessel war im unteren Teil leicht eingezogen, besaß eine Feuerbüchse aus Kupfer und trug ein vereinfachtes Sicherheitsventil der Bauart Ramsbotton. Der Rost lag waagerecht. Das Führerhaus trug einen größeren quer liegenden Lüfteraufsatz.
Für die 89 6034 wurde das Führerhaus umgebaut, es erhielt zusätzliche Seitenfenster, das Dach wurde verlängert und die Belüftung ausgebaut, außerdem erhielt es eine Tenderbrücke.
Die Druckluft für die Bremse wurde von einer zweistufigen Luftpumpe von Knorr erzeugt, sie lag auf der rechten Seite hinter der Verkleidung des Einströmrohres. Zur Signalgebung dienten Dampfpfeife und Läutewerk, die Beleuchtung war ursprünglich als Petroleumbeleuchtung ausgeführt, nach dem Zweiten Weltkrieg wurde eine elektrische Beleuchtung mit einem Turbogenerator eingebaut. Der Sandstreuer war handbetätigt, er sandete den zweiten sowie den dritten Radsatz beidseitig. Die Brennstoffe wurden in der Regel auf der linken Seite im Kasten gebunkert, auf Kundenwunsch konnten sie hinter dem Führerhaus gelagert werden.